# Astragalus khajehensis
Astragalus khajehensis es una especie de planta del género Astragalus, de la familia de las leguminosas, orden Fabales.

## Distribución
Astragalus khajehensis se distribuye por Irán.

## Taxonomía
Fue descrita científicamente por F. Ghahrem. Fue publicada en Ann. Bot. Fenn. 42(1): 77 (-79; fig. 1) (2005).